# Prasuti
U hinduističkoj mitologiji, Prasuti (प्रसूति) je božica. Njezini su roditelji Svayambhuva Manu i njegova supruga, božica Shatarupa, koju je stvorio bog Brahma.

## Brak
Prasuti se udala za boga Dakshu, Brahminog sina. Vjenčanje Dakshe i Prasuti bilo je prvo vjenčanje u hinduizmu, prema svetim spisima. Tekstovi Vishnu Purana i Padma Purana spominju da je Prasuti mužu rodila 24 kćeri; jedna od njih je Khyati, majka velike božice ljepote i bogatstva, Lakšmi. Druga kći, Svaha, isprva je bila smrtna, ali je dobila besmrtnost nakon što se udala za Agnija, boga vatre.